# Urbinói Egyetem
Az Urbinói Egyetem (Università degli Studi di Urbino "Carlo Bo") olasz állami egyetem, amelynek székhelye Urbinóban, fióktelepe pedig Fanóban található. 2006-ig szabadegyetem volt.

## Története
1506-ban alapították, ötszáz éves története Európa egyik legrégebbi egyetemévé teszi. Születése szorosan összefügg az Urbinói hercegséggel, amelyet akkor Guidobaldo da Montefeltro (Federico da Montefeltro fia) kormányzott, aki létrehozta az „Doktorok Kollégiumát”, valamint a helyi származású Della Rovere-családból származó II. Gyula pápa Ad Sanctam Beati Petri Sedem Divina Dispositione Sublimati kezdetű pápai bullájával. 1507. február 18-án lehetővé tette a hamarosan megalakuló „Urbinói Magisztrátusnak” a doktorok képzését. 1566-tól V. Piusz pápától kapott felhatalmazást oklevél kibocsátására költők, polgári- és egyházjogi doktorok számára és közjegyzők kinevezésére. A kollégium 1576-ban „Pubblico Studio”, 1671-ben pedig „Egyetem” lett X. Kelemen pápa 1862. október 23-án a 912. sz. rendelettel „Szabadegyetem”-nek nyilvánította.
1947-ben Carlo Bo az egyetem rektora lett, aki ambiciózus iskolafejlesztési programot javasolt a városban. 1951-ben Giancarlo De Carlo építészt bízta meg a Palazzo Bonaventurának, az egyetem történelmi székhelyének felújításával. A következő években más székhelyeket hoztak létre (1966–1969-ban a Jogtudományi Kart, 1968–1976-ban az Oktatói Kart, 1977–1997-ben a Gazdaságtudományi Kart), ahol De Carlo mindig is tudta, hogyan kell ötvözni az eredeti épületszerkezetek tiszteletét a modern építkezés igényével, funkcionális épületegyüttesek létrehozásakor, anélkül, hogy mimetizmusba vagy historizmusba esnének. Nagy jelentőségű a Colle dei Cappuccini egyetemi kollégiumok komplexumának létrehozása (1962–1980, a beavatkozás különböző szintjein). Az 1950-es és 1980-as évek között, Carlo Bo által kidolgozott nagyszerű program keretében létrejött művek együttese a  20. századi olasz építészet örökségének fontos darabja és a rektor tevékenységének nagy eredménye.
2003-ban az egyetemet Carlo Bóról nevezték el, aki ötvennégy éven át (1947–2001) volt annak nagyszerű rektora.
Az alapítás ötszázadik évfordulójához kapcsolódóan az Egyetemi és Kutatási Minisztérium 2006. december 22-i rendeletével megkezdődött az államosítás folyamata (az Olasz Köztársaság Hivatalos Lapja, általános sorozat, 2007. június 22-i 143. sz.), amely 2012. november 13-án zárult.

## Struktúrák

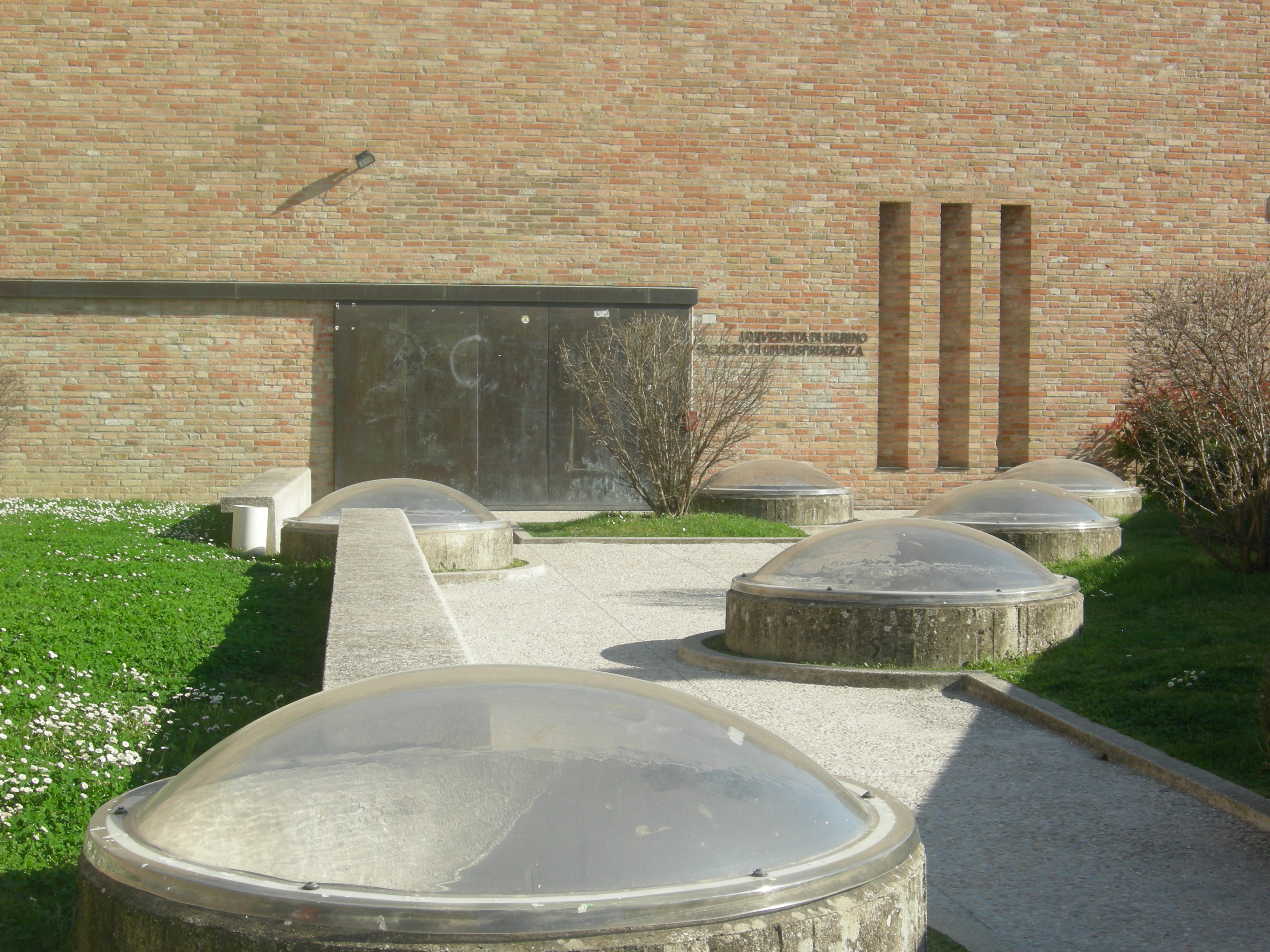
A jogi kar (Sant'Agostino-kolostor), Giancarlo De Carlo projektje

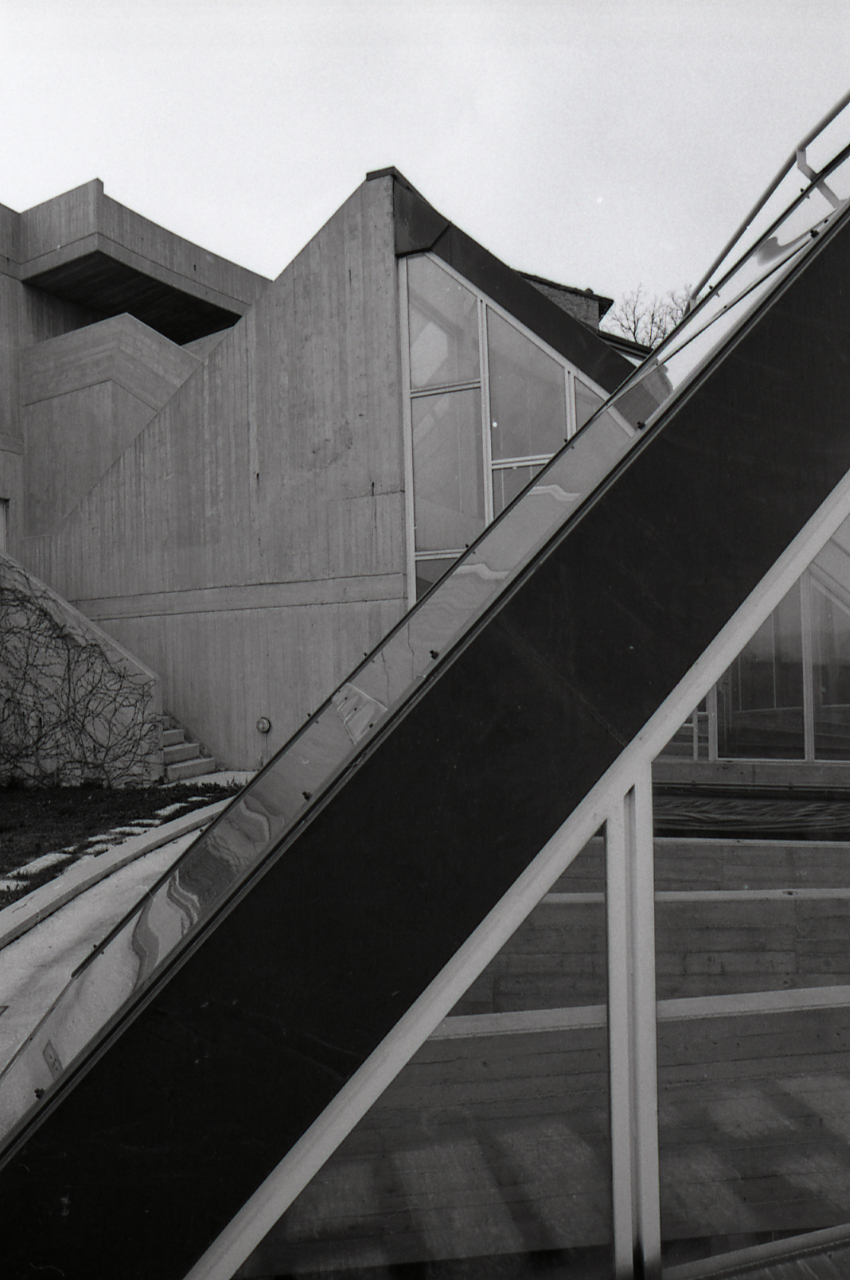
Paolo Volponi tudományos-oktatási központ (korábbi tanári kar), tervezte Giancarlo De Carlo (Fotó: Paolo Monti, 1982)

Az egyetem a következő tanszékekre és iskolákra tagolódik:
- Gazdasági, Társadalmi, Politikai Tanszék (DESP)
  - Közgazdasági Iskola
  - Politika- és Társadalomtudományi Iskola
- Jogi Tanszék (Di.Giur.)
  - Jogi Iskola
- Biomolekuláris Tudományok Osztálya (DI.SB)
  - Gyógyszerészeti Iskola
  - Biológiai Tudományok és Biotechnológiai Iskola
  - Motortudományi Iskola
- Kommunikációs Tudományok, Humán és Nemzetközi Tanulmányok Osztálya (DI.SCUI)
  - Kommunikációtudományi Iskola
  - Idegen nyelvek és irodalmak iskolája
- Tiszta és Alkalmazott Tudományok Tanszéke (Di.SPeA.)
  - Konzerváló és restauráló iskola
  - Földtani és Környezettudományi Iskola
  - Informatikai Tudományok, Technológiák és Filozófiai Iskola
- Bölcsészettudományi Tanszék (DI.ST.UM.)
  - Irodalmi, Művészeti és Filozófiai Iskola
  - Neveléstudományi Iskola
  - Tanszékközi művészettörténeti iskola

### Helyszínek
Az Urbino városi kampuszt azért hívják így, mert a különböző iskolák helyszínei egész városszerte találhatók.
- Enrico Mattei tudományos egyetem
- Sant'Agostino egykori kolostora: jogi osztály, valamint jogi és politológiai könyvtár
- San Girolamo egykori kolostora: korábban a konzervációs és restaurálási iskola otthona volt, majd humanista könyvtárként használták
- Palazzo Albani: művészettörténeti és régészeti intézetek (DI.ST.UM.), konzervációs és restaurálási iskola (Di.SPeA.), gipszmúzeum
- Palazzo Veterani: az ókori civilizációk, a modern filológia és nyelvészet intézetei (Betű, művészetek és filozófia Iskolája)
- Palazzo Battiferri: a közgazdasági, társadalomtudományi, politikai tanszék, valamint a közgazdasági és szociológiai könyvtár
- Palazzo Bonaventura : a rektorátus, az általános vezetés, a hallgatói titkárságok, a humanisztikus és tudományos könyvtár, az archívum, a tájékozódási iroda, néhány adminisztratív hivatal, a biomolekuláris tudományok osztályának egy része és az "A. Serpieri" Obszervatórium (DI. SPEA.)
- A Raphael College palotája
- " Paolo Volponi " oktatástudományi központ: a kommunikációtudományok, humanisztikai és nemzetközi tanulmányok tanszéke

### Múzeumok
- „Franchin” ásványgyűjtemény[5]
- Fizikai kabinet [6]
- Gipsz Múzeum
- „Pierina Scaramella” botanikus kert [7]

## Projektek
Urbino radio campus
Az Urbino radio campus (URCa) az egyetem által finanszírozott és hallgatók által irányított egyetemi webrádió, amely 2007-ben jött létre a Radio 24 UnyOnAir képzési projektjének köszönhetően.
Urbino vezeték nélküli campus
Az Urbino vezeték nélküli campus (UWiC) az egyetem kezdeményezésére létrehozott vezeték nélküli infrastruktúra; ugyanazon a hálózaton keresztül nyújtja a kampusz és a város kapcsolati szolgáltatásait és kapcsolódó szolgáltatásokat.
Commandino érem
A Commandino érmet matematikusoknak, filozófusoknak, tudománytörténészeknek ítéli oda az "Urbino Tanulmányok és Perspektíva Tanszékközi Központ. Tudományos humanizmus Pierótól és Leonardotól a Galilei forradalomig" 2014-től, 2022-től karrierdíj lett. a Dal Monte érmet pedig fiatal kutatóknak ítélték oda.

## Rektorok
| Rektorok           | Megbízás  | jegyzet |
| ------------------ | --------- | ------- |
| Antonio Vanni      | 1895–1922 |         |
| Canzio Ricci       | 1922–1944 |         |
| Giuseppe Branca    | 1944–1947 |         |
| Carlo Bo           | 1947–2001 |         |
| Giovanni Bogliolo  | 2001–2009 |         |
| Stefano Pivato     | 2009–2014 | [ 11 ]  |
| Vilberto Stocchi   | 2014–2020 | [ 11 ]  |
| Giorgio Calcagnini | 2020-tól  | [ 12 ]  |

## Fordítás
- Ez a szócikk részben vagy egészben  az   Università degli Studi di Urbino "Carlo Bo" című olasz Wikipédia-szócikk ezen változatának fordításán alapul.  Az eredeti cikk szerkesztőit annak laptörténete sorolja fel. Ez a jelzés csupán a megfogalmazás eredetét és a szerzői jogokat jelzi, nem szolgál a cikkben szereplő információk forrásmegjelöléseként.